# Blonville-sur-Mer
 Blonville-sur-Mer  es una población y comuna francesa, situada en la región de Baja Normandía, departamento de Calvados, en el distrito de Lisieux y cantón de Trouville-sur-Mer.

## Demografía
| 729 | 727 | 758 | 889 | 1062 | 1341 |
| Para los censos de 1962 a 1999 la población legal corresponde a la población sin duplicidades (Fuente: INSEE [Consultar]) |     |     |     |      |      |